# کرم د بنان
کرم د بنان (تلفظ در فرانسوی: [kʁɛm də banan]) یک لیکور شیرین با طعم موز است که معمولاً با ۱۷ تا ۲۵ درصد ABV بطری می‌شود. بیشتر در نوشیدنی‌های الکلی و همچنین در آشپزی استفاده می‌شود. این ماده تشکیل دهنده انواع و دسرها است.

## آشپزی
کرم د بنان را می‌توان به عنوان شربت روی دسرهای یخ زده استفاده کرد. در برخی از غذاهای پخته شده، ممکن است آن را برای به دست آوردن طعم قوی موز اضافه کنید.

## تولید
شرکت‌هایی مانند Marie Brizard (ماری بیزارد)، لوکاس بولز و DeKuyper (ده کوپیار) این لیکور را درست می‌کنند. این بر پایه براندی انگور با طعم خنثی و سالم است که با استفاده از دم کرده یا خیساندن طعم داده شده است.